# Tajlandia na Letnich Igrzyskach Olimpijskich 1956
Tajlandię na Letnich Igrzyskach Olimpijskich w 1956 roku reprezentowało 28 zawodników (wszyscy mężczyźni) w 5 dyscyplinach. Żaden z nich nie zdobył medalu dla swojego kraju podczas tej edycji.
Był to 2. występ reprezentacji Tajlandii na igrzyskach olimpijskich.

## Wyniki

### Boks
| Zawodnik             | Konkurencja          | 1/16 finału                      | 1/8 finału               | Ćwierćfinały     | Półfinały        | Finał            | Pozycja | Źródło |
| Zawodnik             | Konkurencja          | Przeciwnik Wynik                 | Przeciwnik Wynik         | Przeciwnik Wynik | Przeciwnik Wynik | Przeciwnik Wynik | Pozycja | Źródło |
| -------------------- | -------------------- | -------------------------------- | ------------------------ | ---------------- | ---------------- | ---------------- | ------- | ------ |
| Phajol Muangson      | Waga musza           | BYE                              | K. Yonekura P - decyzja  | NQ               | NQ               | NQ               | 9-16.   | [ 2 ]  |
| Vichai Limcharoen    | Waga kogucia         | BYE                              | C. Tomaselli P - decyzja | NQ               | NQ               | NQ               | 9-16.   | [ 3 ]  |
| Nontaslip Thayansilp | Waga piórkowa        | BYE                              | A. de Souza P - decyzja  | NQ               | NQ               | NQ               | 9-16.   | [ 4 ]  |
| Seeb Chundakowsolya  | Waga lekka           | BYE                              | E. Beattie P - decyzja   | NQ               | NQ               | NQ               | 9-16.   | [ 5 ]  |
| Chune Pattapong      | Waga lekkopółśrednia | A. Marcilla P - TKO w 1. rundzie | NQ                       | NQ               | NQ               | NQ               | 17-22.  | [ 6 ]  |

### Koszykówka
| Zawodnik         | Pierwsza faza      | Pierwsza faza    | Pierwsza faza     | Pierwsza faza                       | Pierwsza faza | O miejsca 9-15.     | O miejsca 9-15.    | O miejsca 9-15.  | O miejsca 9-15.                     | O miejsca 9-15. | O miejsca 13-15.           | O miejsca 13-15. | Pozycja | Źródło |
| Zawodnik         | Przeciwnik Wynik   | Przeciwnik Wynik | Przeciwnik Wynik  | Punkty Bilans meczów Bilans punktów | Pozycja       | Przeciwnik Wynik    | Przeciwnik Wynik   | Przeciwnik Wynik | Punkty Bilans meczów Bilans punktów | Pozycja         | 1/2 finału                 | 13-14            | Pozycja | Źródło |
| Zawodnik         | Przeciwnik Wynik   | Przeciwnik Wynik | Przeciwnik Wynik  | Punkty Bilans meczów Bilans punktów | Pozycja       | Przeciwnik Wynik    | Przeciwnik Wynik   | Przeciwnik Wynik | Punkty Bilans meczów Bilans punktów | Pozycja         | Przeciwnik Wynik           | Przeciwnik Wynik | Pozycja | Źródło |
| ---------------- | ------------------ | ---------------- | ----------------- | ----------------------------------- | ------------- | ------------------- | ------------------ | ---------------- | ----------------------------------- | --------------- | -------------------------- | ---------------- | ------- | ------ |
| drużyna mężczyzn | Filipiny P - 55:94 | USA P - 29:101   | Japonia P - 50:70 | 0 pkt 0-3 134:265                   | 4.            | Australia P - 48:87 | Singapur P - 50:62 | Tajwan P - 52:65 | 0 pkt 0-3 150:214                   | 4.              | Korea Południowa P - 47:61 | NQ               | 15.     | [ 7 ]  |

#### Mecze

##### Pierwsza faza
| 23 listopada 1956 | Filipiny                                                       | 94:55(34:24, 60:31) | Tajlandia                                                   | Royal Exhibition Building Annex, Melbourne Widzów: 1301 Sędzia: Doug Hughes, Władimir Kostin |
| 23 listopada 1956 | Pkt:Carlos Loyzaga 19 Loreto Carbonell 14 Mariano Tolentino 13 | 94:55(34:24, 60:31) | Pkt:Mongkol Aimmanolrom 18 Kuang Sae-Lim 13 Ta Sriratana 10 | Royal Exhibition Building Annex, Melbourne Widzów: 1301 Sędzia: Doug Hughes, Władimir Kostin |

| 24 listopada 1956 | Stany Zjednoczone                                | 101:29(54:12, 47:17) | Tajlandia                                                   | Royal Exhibition Building Annex, Melbourne Widzów: 2505 Sędzia: Basil Marsh, Doug Hughes |
| 24 listopada 1956 | Pkt:Ron Tomsic 15 Bob Jeangerard 13 Jim Walsh 12 | 101:29(54:12, 47:17) | Pkt:Kirin Chavanwong 10 Kuang Sae-Lim 6 Surakit Rukpanich 4 | Royal Exhibition Building Annex, Melbourne Widzów: 2505 Sędzia: Basil Marsh, Doug Hughes |

| 26 listopada 1956 | Japonia                                                   | 70:50(66:23, 4:27) | Tajlandia                                                   | Royal Exhibition Building Annex, Melbourne Widzów: 2256 Sędzia: Charlie Sien, Paul Wiltshire |
| 26 listopada 1956 | Pkt:Shutaro Shoji 14 Kenichi Imaizumi 12 Hiroshi Saito 11 | 70:50(66:23, 4:27) | Pkt:Kuang Sae-Lim 21 Mongkol Aimmanolrom 10 Ta Sriratana 10 | Royal Exhibition Building Annex, Melbourne Widzów: 2256 Sędzia: Charlie Sien, Paul Wiltshire |

##### Mecze o miejsca 9-15.
| 27 listopada 1956 | Australia                                                       | 87:48(48:23, 39:25) | Tajlandia                                                  | Royal Exhibition Building Annex, Melbourne Widzów: 1336 Sędzia: Aleksandr Gorszkow, B. Harvey |
| 27 listopada 1956 | Pkt:Algis Ignatavicius 26 Inga Freidenfelds 23 George Dancis 10 | 87:48(48:23, 39:25) | Pkt:Surakit Rukpanich 17 Ta Sriratana 9 Kirin Chavanwong 8 | Royal Exhibition Building Annex, Melbourne Widzów: 1336 Sędzia: Aleksandr Gorszkow, B. Harvey |

| 28 listopada 1956 | Singapur                                            | 62:50(29:26, 33:24) | Tajlandia                                                        | Royal Exhibition Building Annex, Melbourne Widzów: 1495 Sędzia: Aleksandr Gorszkow, B. Harvey |
| 28 listopada 1956 | Pkt:Yee Tit Kwan 28 Wee Tian Siak 12 Ko Tai Chuen 9 | 62:50(29:26, 33:24) | Pkt:Mongkol Aimmanolrom 12 Chalaw Sonthong 10 Kirin Chavanwong 7 | Royal Exhibition Building Annex, Melbourne Widzów: 1495 Sędzia: Aleksandr Gorszkow, B. Harvey |

| 29 listopada 1956 | Tajwan                                              | 65:52(35:31, 30:21) | Tajlandia                                                        | Royal Exhibition Building Annex, Melbourne Widzów: 1815 Sędzia: B. Harvey, Charlie Jones |
| 29 listopada 1956 | Pkt:Ling Jing-Huan 14 Wu Yet-An 14 Lai Lam-Kwong 12 | 65:52(35:31, 30:21) | Pkt:Mongkol Aimmanolrom 16 Chalaw Sonthong 15 Kirin Chavanwong 9 | Royal Exhibition Building Annex, Melbourne Widzów: 1815 Sędzia: B. Harvey, Charlie Jones |

##### Mecz o miejsca 13-15
| 30 listopada 1956 | Korea Południowa                                  | 61:47(33:28, 28:19) | Tajlandia                                                        | Royal Exhibition Building Annex, Melbourne Widzów: 2395 Sędzia: Basil Marsh, Bill Annells |
| 30 listopada 1956 | Pkt:Kim Yeong-Su 16 An Byeong-Seok 13 Go Se-Tae 8 | 61:47(33:28, 28:19) | Pkt:Mongkol Aimmanolrom 14 Kuang Sae-Lim 12 Surakit Rukpanich 10 | Royal Exhibition Building Annex, Melbourne Widzów: 2395 Sędzia: Basil Marsh, Bill Annells |

#### Skład[1]
- Ampol Saranont
- Chalaw Sonthong
- Chan Sae-Lim
- Kirin Chavanwong
- Kuang Sae-Lim
- Kum Sailee (DNS)
- Mongkol Aimmanolrom
- Sopon Julmanichoti (DNS)
- Surakit Rukpanich
- Ta Sriratana
- Vichit Imnoi (DNS)
- Visit Chaicharoen

### Lekkoatletyka

#### Konkurencje biegowe
| Zawodnik | Konkurencja        | Eliminacje | Eliminacje | Ćwierćfinały | Ćwierćfinały | Półfinały | Półfinały | Finał | Finał   | Źródło |
| Zawodnik | Konkurencja        | Czas       | Pozycja    | Czas         | Pozycja      | Czas      | Pozycja   | Czas  | Pozycja | Źródło |
| --- | ------------------ | ---------- | ---------- | ------------ | ------------ | --------- | --------- | ----- | ------- | ------ |
| Paiboon Vacharapan                                                                                                  | Bieg na 100 m      | 11.3       | 4.         | NQ           | NQ           | NQ        | NQ        | NQ    | NQ      | [ 15 ] |
| Vanchak Voradilok                                                                                                   | Bieg na 100 m      | 11.5       | 5.         | NQ           | NQ           | NQ        | NQ        | NQ    | NQ      | [ 15 ] |
| Sneh Wongchaoom | Bieg na 100 m      | 11.8       | 6.         | NQ           | NQ           | NQ        | NQ        | NQ    | NQ      | [ 15 ] |
| Paiboon Vacharapan                                                                                                  | Bieg na 200 m      | 23.8       | 4.         | NQ           | NQ           | NQ        | NQ        | NQ    | NQ      | [ 16 ] |
| Manut Bumrungphuk                                                                                                   | Bieg na 200 m      | 23.4       | 6.         | NQ           | NQ           | NQ        | NQ        | NQ    | NQ      | [ 16 ] |
| Montri Srinaka | Bieg na 200 m      | NN         | 6.         | NQ           | NQ           | NQ        | NQ        | NQ    | NQ      | [ 16 ] |
| Somsak Thonf Ar-Ram                                                                                                 | Bieg na 400 m      | 53.4       | 5.         | NQ           | NQ           | NQ        | NQ        | NQ    | NQ      | [ 17 ] |
| Phol Jaiswang | Bieg na 800 m      | NN         | 9.         | —            | —            | NQ        | NQ        | NQ    | NQ      | [ 18 ] |
| Somnuek Srisombat                                                                                                   | Bieg na 1500 m     | 4:30.0     | 15.        | —            | —            | —         | —         | NQ    | NQ      | [ 19 ] |
| Phol Jaiswang | Bieg na 1500 m     | DNS        | DNS        | DNS          | DNS          | DNS       | DNS       | DNS   | DNS     | [ 19 ] |
| Vanchak Voradilok Paiboon Vacharapan Montri Srinaka Sneh Wongchaoom Manut Bumrungphuk (DNS) Somnuek Srisombat (DNS) | Sztafeta 4 × 100 m | 44.2       | 4.         | —            | —            | NQ        | NQ        | NQ    | NQ      | [ 20 ] |

### Piłka nożna
| Zawodnik         | 1/8 finału              | Cwierćfinały     | Półfinały        | Finał            | Pozycja | Źródło |
| Zawodnik         | Przeciwnik Wynik        | Przeciwnik Wynik | Przeciwnik Wynik | Przeciwnik Wynik | Pozycja | Źródło |
| ---------------- | ----------------------- | ---------------- | ---------------- | ---------------- | ------- | ------ |
| drużyna mężczyzn | Wielka Brytania P - 0:9 | NQ               | NQ               | NQ               | 9-12.   | [ 21 ] |

#### Mecze
| 26 listopada 1956 14:30 UTC+11:00 | Wielka Brytania · Charlie Twissell 12', 20' · Jim Lewis 21' · Jack Laybourne 30', 82', 85' · George Bromilow 75', 78' · Laurie Topp 90' | 9:0(4:0)Raport | Tajlandia | Olympic Park Stadium, Melbourne Sędzia: Nikołaj Łatyszew |
|                                   | |                |           |                                                          |

#### Skład[1]
- Bumphen Luttimol
- Kasem Baikam
- Prasan Suvannasith
- Prateep Chermudhai
- Nophon Hayachanta
- Sukit Chitranukhroh
- Samruay Chaiyonk
- Surapong Chutimawong
- Suchart Mutugun
- Laevivathana Milinthachinda
- Wanchai Suvaree
- Nit Sriyabhaya (DNS)
- Tu Suwanit (DNS)

### Żeglarstwo
| Zawodnicy                                                           | Klasa |         | Wyścig | Wyścig  | Wyścig  | Wyścig | Wyścig | Wyścig | Wyścig  | Suma    | Źródło |
| Zawodnicy                                                           | Klasa | 1       | 2      | 3       | 4       | 5      | 6      | 7      |         | Suma    | Źródło |
| ------------------------------------------------------------------- | ----- | ------- | ------ | ------- | ------- | ------ | ------ | ------ | ------- | ------- | ------ |
| Tichiboo - Birabongse Bhanutej Bhanubandh - Luang Pradiyat Navayudh | Star  | Pozycja | DNF    | 10.     | 11.     | DNF    | DNF    | DNF    | 12.     | 12.     | [ 22 ] |
| Tichiboo - Birabongse Bhanutej Bhanubandh - Luang Pradiyat Navayudh | Star  | Punkty  | 0 pkt  | 180 pkt | 139 pkt | 0 pkt  | 0 pkt  | 0 pkt  | 101 pkt | 420 pkt | [ 22 ] |